# Мидланд
Вижте пояснителната страница за други значения на Мидланд.
Мидланд (на английски: Midland) е град в Тексас, Съединени американски щати, административен център на окръг Мидланд. Основан е през 1881 като станция по средата на железопътната линия, свързваща Форт Уърт с Ел Пасо. Населението му е 136 089 души (по приблизителна оценка от 2017 г.).

## Личности
Родени в Мидланд
- Джеб Буш (р. 1953), политик
- Лора Буш (р. 1946), съпруга на политика Джордж Уокър Буш
- Уди Харелсън (р. 1961), актьор